# Provinciale weg 340
De provinciale weg N340 is een provinciale weg tussen Zwolle (A28, afslag Ommen) en de rotonde met de rijkswegen N36 en N48 ten noorden van Ommen. De straatnamen van de N340 tussen de A28 en Varsen zijn Nieuwe Hessenweg, Hessenweg en Varsenerdijk. 
Tot 1993 was de N340 een onderdeel van Rijksweg 34 (N34). Na de invoering van de Wet herverdeling wegenbeheer is het gedeelte tussen Zwolle en Ommen overgedragen aan de provincie Overijssel en omgenummerd tot N340. Tot 2010 liepen de N340 en de N34 door het centrum van Ommen. In 2010 kwam er een omlegging gereed ten noorden van Ommen, als deel van de N36, naar de aansluiting met de N48 bij het Ommerkanaal. Een verdere aanpassing van de N340 kwam in 2021 gereed.
De N340 heeft sinds 2021 vier rijstroken tussen Zwolle en Dalfsen en twee rijstroken tussen Dalfsen en Ommen. De maximumsnelheid is 80 km/h. Inhalen is niet toegestaan op het deel met twee rijbanen.

## Aanpassingen
De N340 is een drukke verbinding tussen Hardenberg, Ommen en Zwolle. Om de weg en de doorstroming te verbeteren had Provinciale Staten van Overijssel in oktober 2011, na jaren discussie, gekozen voor een nieuw tracé tussen Zwolle en Dalfsen (met 2x2 rijstroken tussen Zwolle en Ankum) en aanpassing tot 100 km weg van het deel Dalfsen - Ommen. Hiermee zou dan een volwaardige stroomweg ontstaan met ongelijkvloerse kruisingen en aansluitingen, waarbij vanaf Ankum het bestaande (bochtige) tracé gebruikt zou worden. Dit was een politiek compromis tussen twee alternatieven: een noordelijke variant met 2x2 rijstroken door het landbouwgebied ten noorden van Ankum en Oudleusen naar de aansluiting bij het Ommerkanaal met de verlengde N36 en de N48, of een 80 km/u aanpassing van het bestaande tracé zonder ongelijkvloerse kruisingen. Bij de 2x2 variant was voorzien dat deze de rol voor het doorgaande verkeer van zowel de N377 als die van de N340 kon overnemen; en dat de N340 en de N377 dan konden worden afgewaardeerd tot een weg voor lokaal verkeer. De kosten van de in 2011 gekozen combinatievariant waren geraamd op 250 miljoen euro. Op 11 december 2013 verandert Provinciale Staten van mening. Er werd met 30 tegen 16 stemmen een motie aangenomen om af te zien van deze variant. De Staten wilden dat er bezuinigd werd op het plan en zag daarvoor graag dat de afgevallen optie, de 80 km/u aanpassing van het tracé, uitgewerkt werd.
In 2020 en 2021 is de N340 aangepast. De N340 heeft sindsdien een nieuw tracé (Nieuwe Hessenweg) tussen de A28 en Ankum met 2x2 rijstroken. De aansluiting met de A28 is aangepast en er is een ongelijkvloerse aansluiting gekomen ter hoogte van de Nieuwleusenerdijk. De spoorlijn Zwolle-Meppel wordt gekruist met een viaduct, waardoor de overweg in de oude Hessenweg is komen te vervallen. Tussen Dalfsen en Ommen is het de weg aangepast: de meeste kruisingen zijn verdwenen, bij Oudleusen is een rotonde gekomen en er zijn fietstunnels en een wildviaduct aangelegd. Bij deze variant was wel een nieuwe, gecompliceerde, aansluiting met de N48 en N348 bij Varsen nodig. Het deel van de N48 naar de rotonde bij het Ommerkanaal is daarbij omgenummerd tot N340, waardoor de weg nu doorloopt tot de aansluiting met de N36. Ook dit gedeelte is aanpast met extra rijstroken tussen de N36 en Ommen.
N23 · N34 · N224 · N225 · N229 · N233 · N271 · N301 · N302 · N303 · N304 · N305 · N306 · N307 · N308 · N309 · N310 · N311 · N312 · N313 · N314 · N315 · N316 · N317 · N318 · N319 · N320 · N322 · N323 · N324 · N325/A325 · N326/A326 · N327 · N329 · N330 · N331 · N332 · N333 · N334 · N335 · N336 · N337 · N338 · N339 · N340 · N341 · N342 · N343 · N344 · N345 · N346 · N347 · N348/A348 · N349 · N350 · N351 · N352 · N375 · N377

N418 · N701 · N702 · N703 · N704 · N705 · N706 · N707 · N708 · N709 · N710 · N711 · N712 · N713 · N714 · N715 · N716 · N717 · N718 · N719 · N720 · N727 · N731 · N732 · N733 · N734 · N735 · N736 · N737 · N738 · N739 · N740 · N741 · N742 · N743 · N744 · N745 · N746 · N747 · N748 · N749 · N750 · N751 · N752 · N753 · N754 · N755 · N756 · N757 · N758 · N759 · N760 · N761 · N762 · N763 · N764 · N765 · N766 · N768 · N781 · N782 · N783 · N784 · N785 · N786 · N787 · N788 · N789 · N790 · N791 · N792 · N793 · N794 · N795 · N796 · N797 · N798 · N800 · N801 · N802 · N803 · N804 · N805 · N806 · N810 · N811 · N812 · N813 · N814 · N815 · N816 · N817 · N818 · N819 · N820 · N821 · N822 · N823 · N824 · N825 · N826 · N827 · N830 · N831 · N832 · N833 · N834 · N835 · N836 · N837 · N838 · N839 · N840 · N841 · N842 · N843 · N844 · N845 · N846 · N847 · N848 · N852 · N855

Cursief vermelde wegen zijn voormalige provinciale wegen.